# Галямов, Раис Саитович
Раи́с Саи́тович Галя́мов (3 июня 1939, Магнитогорск, Челябинская область, РСФСР, СССР — 12 ноября 2009, Екатеринбург, Россия) — советский и российский актёр театра и кино, Заслуженный артист РСФСР (1981).

## Биография
Родился 3 июня 1939 года в Магнитогорске.
Сценическую карьеру начал в ДК «Строитель» родного города. Позже призван в армию, служил в Свердловске в ансамбле Уральского военного округа.
В 1967 году начал выступать на сцене Свердловского театра музкомедии.
С 1984 по 1986 год играл в Иркутском театре музыкальной комедии. В 1987 году играл в Ивановском театре музыкальной комедии, но по семейным обстоятельствам пришлось возвратиться на Урал.
Последние годы работал актером Уральского государственного театра эстрады и Свердловского государственного академического театра драмы.
Работал в таких театрах, как Магнитогорск, ДК «Строитель», Свердловск, Окружной дом офицеров — ансамбль песни и пляски, Свердловский государственный академический театр музыкальной комедии, Уральский государственный театр эстрады, Екатеринбургский государственный академический театр драмы.
Скончался 12 ноября 2009 года. Похоронен на Сибирском кладбище Екатеринбурга.

## Творчество

### Фильмография
1. 1975 — Клад — буровик Шамсутдинов
2. 1976 — Встретимся у фонтана — шабашник Мехетко
3. 1983 — Семён Дежнёв
4. 1985 — Тайна Золотой горы
5. 1988 — За кем замужем певица?
6. 1990 — Кошмар в сумасшедшем доме — «Бык»
7. 1991 — Группа риска — алкаш в вытрезвителе
8. 1992 — Болевой прием
9. 1992 — Вверх тормашками — Борик
10. 1993 — Мафия бессмертна
11. 1993 — Сыскное бюро "Феликс" — дежурный милиционер, сотрудник сыскного бюро «Феликс» Незабудко
12. 1994 — Самолёт летит в Россию — пассажир автобуса
13. 2008 — Серебро (Путь на Мангазею) — Матвей Леонтьевич, туринский подьячий

### Озвучивание мультфильмов
1. 1973 — Как в лес зима пришла
2. 1984 — По щучьему велению

## Память
В 2015 году был снят документальный фильм об актёре.